# Malinalli
Malinalli es un nombre personal femenino de origen náhuatl cuyo significado es "hierba para hacer cordeles". Su forma reverencial es Malinaltzin. 

Sobre su pronunciación, el Diccionario del náhuatl en el español de México explica lo siguiente:

Recordamos al lector que en náhuatl, a diferencia del castellano, la grafía "ll" no se pronuncia como "y", sino como "l" alargada o doblemente articulada (es decir, suspendiendo un instante la primera "l" y luego articulando la segunda).

La palabra malinalli es usada como raíz de Malinalxóchitl (del náhuatl malinalli, hierba, y xóchitl, flor) y Malinalco (del náhuatl malinalli, hierba, y co, lugar de), que corresponden a los nombres de una diosa, hermana de Huitzilopochtli, y el lugar donde ésta se asentó con su pueblo en un municipio del Estado de México.

## Personajes célebres
- Malinalli Tenépatl, también conocida como la Malinche, Malintzin o Doña Marina, quien fuera compañera, concubina y traductora del conquistador español Hernán Cortés.

## Libro
- Amor y Conquista: La novela de Malinalli, mal llamada la Malinche[4] de Marisol Martín del Campo.

## Véase también

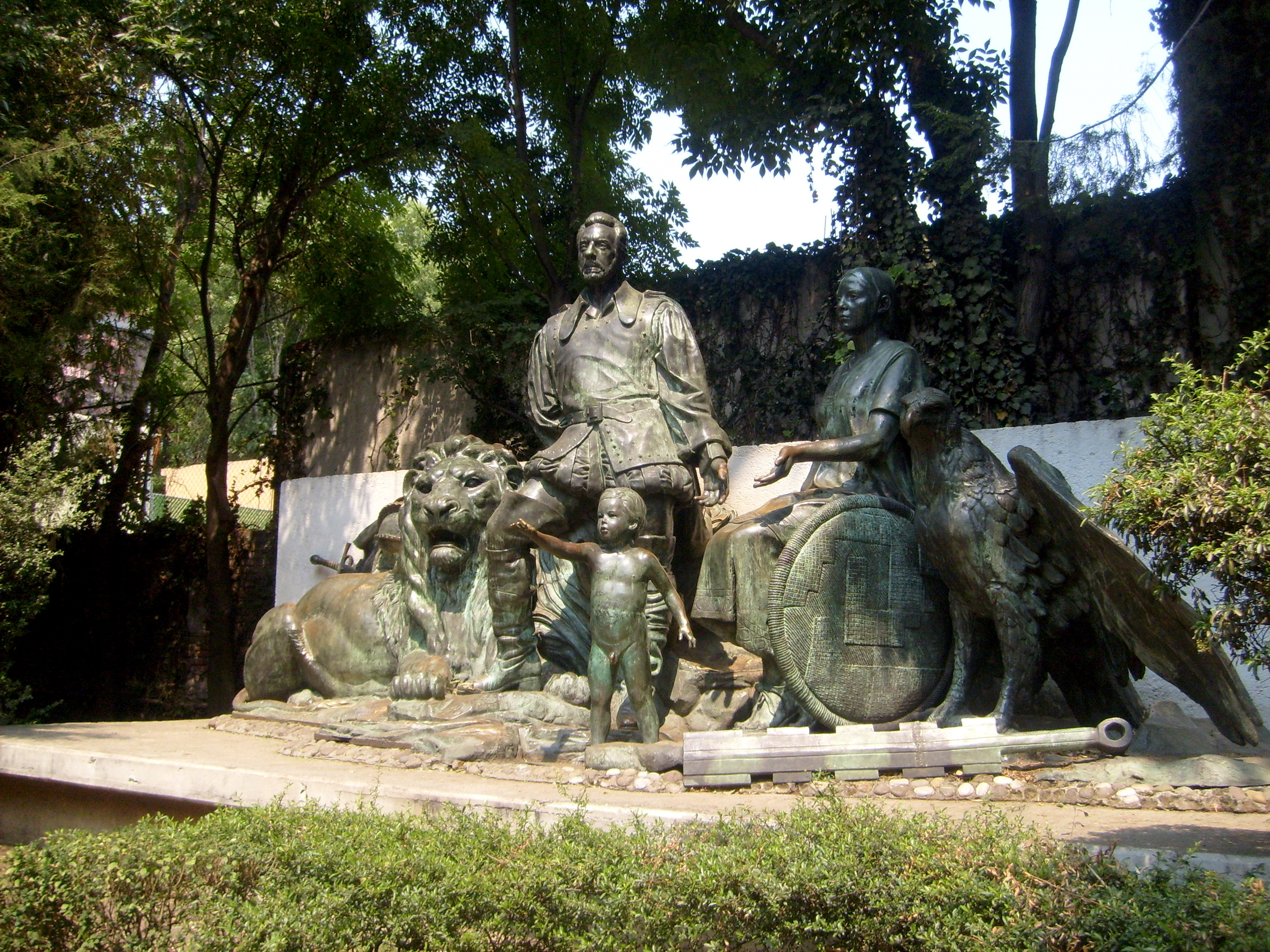
Monumento al Mestizaje de Julián Martínez y M. Maldonado (1982). Hernán Cortés, Malinalli y su hijo, Martín Cortés. Jardín Xicoténcatl, Barrio de San Diego Churubusco, México, Distrito Federal